# Jakob Danckwardt-Lillieström
Jakob Danckwardt-Lillieström, född 1651, död 1725, var en svensk militär, son till Claes Danckwardt-Lillieström och far till Jacob Danckwardt-Lillieström

## Biografi
Danckwardt tog under skånska kriget tjänst som ryttare och blev 1679 kornett. Senare blev han korpral vid livregementet till häst, och deltog med detta regemente i stora nordiska kriget och blev 1701 ryttmästare, samt 1706 major. Han sårades i slaget vid Poltava och fördes som fången till Ryssland men lyckades 1713 rymma och återkom 1714 till Stockholm. 1715 blev Danckwardt överstelöjtnant och erhöll 1719 överstes titel.